# Frontera entre Nigèria i Benín
La frontera entre Nigèria i Benín és la línia fronterera en sentit nord-sud que separa l'est de Benín de l'oest de Nigèria a l'Àfrica central, separant els departaments beninesos d'Alibori, Borgou, Collines, Plateau i Ouémé dels estats nigerians de Níger, Kwara, Ogun, Oyo, Lagos i Kebbi. Té 773 km de longitud.

## Traçat
Comença a la costa del golf de Guinea, junt a Porto Novo, remunta cap al nord sobre uns 300 kilòmetres, després fira cap a l'est sobre uns 35 kilòmetres abans de prendre una direcció nord-est. El riu Beffa marca aquesta frontera sobre la seva part central fins al trifini entre Níger, Nigèria i Benín, al riu Níger.

## Història
Les fronteres entre ambdós estats es van establir quan ambdós s'independitzaren en 1960. Oficialment, els conflictes fronterers foren resolts en 2009 i la creació d'una commissió mixta beninesa-nigeriana de delimitació de fronteres. Tanmateix encara s'hi han produït incidents com els d'agost de 2013 causats per militars nigerians a Malanville. Aquesta vila al nord de Benín, tot i que fronterera amb el Níger però més pròxima a Nigèria, és un dels principals punts de trànsit entre Nigèria i Benín, principalment d'hidrocarburs (kpayo). És poblada majoritàriament per iorubes, una de les principals ètnies de Nigèria.